# Стредня
Стредня (словац. Stredná) — річка;  притока Лаборця, протікає в окрузі Меджилабірці.
Довжина приблизно 6.0 км. Витік знаходиться в масиві Лаборецька-Верховина на висоті приблизно 500 метрів. Впадає річка Єдловець.
Протікає територією села Радвань-над-Лабірцем.